# Der Wahrheit eine Gasse
Der Wahrheit eine Gasse ist der Titel der Autobiografie des ehemaligen deutschen Reichskanzlers Franz von Papen. Der Memoirenband erschien zuerst 1952 unter dem Titel Memoirs beim Verlag André Deutsch in Großbritannien und etwas später im selben Jahr in deutscher Übersetzung unter dem genannten Titel beim Verlag List.

## Inhalt
In seiner Autobiografie zeichnet Papen auf knapp 700 Seiten seinen Lebensweg als deutscher Offizier, Diplomat und Politiker von seiner Geburt 1879 bis in die frühen 1950er Jahre nach. Breiten Raum widmet er dabei insbesondere den umstrittenen Abschnitten und Ereignissen seines Lebens, insbesondere seine Rolle bei der Bildung der Regierung Hitler im Januar 1933 („Steigbügelhalter Hitlers“) und seine Verantwortung für die Politik der Nationalsozialisten bis hin zur Katastrophe des Zweiten Weltkriegs und des Holocausts. Weiterhin behandelt Papen ausführlich seine Tätigkeit als Militärattaché in den Vereinigten Staaten und als Offizier auf dem mesopotamischen Kriegsschauplatz während des Ersten Weltkrieges; seine Rolle als Abgeordneter der Zentrumspartei im Preußischen Landtag in den Jahren 1921 bis 1932 sowie als Mehrheitsaktionär der Zentrumszeitung Germania; seine Zeit als Reichskanzler in der zweiten Jahreshälfte 1932; seine Tätigkeit im Dritten Reich als Vizekanzler von Hitler in den Jahren 1933 und 1934 und als Botschafter in Wien und Ankara in den Jahren 1934 bis 1944; sowie die Anklage Papens als Kriegsverbrecher vor dem Nürnberger Tribunal 1945/46 sowie die sich hieran anschließenden Spruchkammerverfahren.

## Editionsgeschichte
Das Buch wurde ursprünglich von Brian Connell in englischer Sprache niedergeschrieben. Grundlage waren Unterlagen, die Papen ihm zur Verfügung stellte. Anschließend fertigten Papen und sein Sohn eine Übersetzung von Connells englischem Text ins Deutsche an.

## Titel
Papen bezog den Ausdruck „Der Wahrheit eine Gasse“ irrtümlich auf Arnold Winkelried, der dies in der Schlacht von Sempach 1386 ausgerufen haben soll. Winkelried soll damals die Speere der ihm gegenüberstehenden Feinde ergriffen und so eine Bresche (= Gasse) für seine Mitkämpfer in die feindliche Front aufgetan haben. Durch seinen Opfertod hätten die Schweizer über Österreich den Sieg erringen können. Diese Fehlzuschreibung des Ausdrucks war in der Vergangenheit weit verbreitet. Mit dem Titel seiner Memoiren wollte von Papen dem Leser nahelegen, dass der Verfasser, mit den Worten Eschenburgs, „ein Winkelried der Wahrheit sein will“.
Der Titel des Werkes ist somit keine Anspielung auf Theodor Körners Aufruf „Der Freiheit eine Gasse“, der im 19. Jahrhundert zu einem geflügelten Wort der deutschen Nationalbewegung geworden war.

## Rezeption
Papens Autobiografie erfuhr in der deutschen wie auch in der internationalen Presse ein überwiegend negatives Echo. Gleiches gilt für das Urteil der historischen Forschung. Ausnahmen waren die Türkei und das franquistische Spanien, wo Papen ehrenvoll empfangen wurde.
Im Mittelpunkt der Kritik stand vor allem die apologetische Grundtendenz von Papens Schrift: Häufig verwiesen wurde auf Papens Neigung, Fakten, die geeignet gewesen wären, seine Person in ein negatives Licht zu rücken, entweder stillschweigend wegzulassen oder durch lückenhafte, dekontextualisierende oder schlicht unzutreffende Angaben zu beschönigen. Johann Rudolf Nowak etwa urteilte in diesem Zusammenhang, dass das Buch „auf dem Prinzip der Auslassungen“ beruhe und streckenweise „zur bloßen Geschichtsfälschung“ herabsinke.
Theodor Eschenburg legte eine der ersten Rezensionen von Papens Memoiren vor. Kennzeichnend für das Buch sei „wie sehr bei ihm Eitelkeit und politische Begabung im umgekehrten Verhältnis zueinander stehen.“ Charakteristisch für das politische Versagen Papens ist für Eschenburg Papens „kindlich-primitive Vorstellung“ von Politik:

„Er überlegt weder die Konsequenzen seiner Pläne und Maßnahmen, noch kalkuliert er die Reaktion des Gegners ein. Ihm fehlt die Erfahrung des praktischen Politikers und daher auch die Phantasie, erdachte Konstruktionen in ihren realen Wirkungsmöglichkeiten zu sehen. Er denkt nicht in Kategorien eines dynamischen Kräftespiels, sondern autoritär-statisch.“

Eschenburg fand den geringen Erkenntnisgehalt des Buches enttäuschend: „Der Inhalt erfüllt den Anspruch dieses [hochfliegenden] Titels nicht. Die Denkwürdigkeiten mit ihren Entstellungen und Auslassungen sind eine mäßige Verteidigungsschrift. Aber daß Papen für diesen Inhalt einen so anspruchsvollen Titel gewählt hat, kennzeichnet ihn.“
Ähnlich äußerten sich auch andere Rezensenten hinsichtlich Papens Neigung zur persönlichen Wichtigtuerei und zu seiner Unfähigkeit, sich selbstkritisch mit den eigenen Entscheidungen und Handlungen auseinanderzusetzen. So monierte etwa Robert Wistrich in „Wer war wer im Dritten Reich?“, Papens Werk sei vor allem „als ein Zeugnis grenzenloser Selbstüberschätzung und Selbstgefälligkeit bemerkenswert“.
Karl Dietrich Bracher charakterisierte Papens Autobiografie als „das penetrante Rechtfertigungsbuch des so naiven wie eingebildeten Mannes“.
Dagegen gesteht Karl Heinz Roth Papen trotz einer strikten Ablehnung seiner Person und Politik zu, dass er mit seinem Buch gewisse schriftstellerische Fähigkeiten bewiesen habe:

„Papens Schreibweise war etwas barock und umständlich, jedoch durchaus kohärent, in sich logisch und häufig erstaunlich sprachmächtig. Auch wenn er es liebte, die Versatzstücke seiner ideologischen Erzählungen metaphernreich zu variieren, so war er doch durchaus in der Lage, komplexe Konstellationen der Kultur-, Militär-, Wirtschafts- und Außenpolitik überschaubar darzustellen und auf den Punkt zu bringen.“

Den wissenschaftlichen Quellenwert von Papens Memoiren veranschlagte Ulrike Hörster-Philipps als sehr gering: Sie seien „von dem Bemühen getragen, sehr plump die eigene Person in ein möglichst vorteilhaftes Licht zu rücken. Sie enthalten wenig brauchbares Material, geben häufig eine verzerrte Darstellung der Wirklichkeit und sind damit nahezu unbrauchbar.“
Die politische Publizistik verspottete Papens Buch als „Gassenhauer der Wahrheit“ (Rudolf Pechel im Spiegel) oder „Sackgasse der Wahrheit“ (Stern), bzw. persiflierten den Titel zu „Die Wahrheit in die Gosse“.

## Rezensionen
Wichtige Rezensionen der Memoiren Papens liegen vor von:
- Ludwig Bergsträsser: Politische Literatur, 1. Jg., 1952, S. 173–176.
- Max Braubach: Historisches Jahrbuch, 73. Jg., 1954, S. 161.165.
- Werner Conze: „Papens Memoiren“, in: Historische Zeitschrift, Bd. 175, S. 307–317.
- Karl Dietrich Erdmann: Geschichte in Wissenschaft und Unterricht, 4. Jg., 1953, S. 41–43.
- Theodor Eschenburg: „Franz von Papen“, in: Vierteljahrshefte für Zeitgeschichte, 1. Jg., 1953, S. 153–169.
- Erich Eyck: „Papen als Historiker“, in: Deutsche Rundschau, 78. Jg., 1952, S. 1221–1230.
- Michael Freund „Das Geheimnis der Machtergreifung. Die Drehscheibe Papen-Schleicher-Hitler“, in: Die Gegenwart, 7. Jg. (1952), S. 587–591.
- Otto Heinrich von der Gablentz: Merkur, 8 Jg., 1953, Heft 9, S. 874–880.
- Friedrich Glum: Politische Literatur, Bd. 159, 1952, S. 176–180.
- Walther Hubatsch: Deutsche Memoiren, 1945–1955, 2. Auflage, Ulm 1956, S. 15.
- Werner Jochmann: „Zu Papens Erinnerungen“, in: Das historisch-politische Buch, 1. Jg. (1953), S. 2–4.
- Rudolf Pechel: „Die Wahrheit in der Sackgasse“, in: Deutsche Rundschau, 78. Jg., 1952, S. 1231–1234.
- Heinrich Sanden: „Die Memoiren des Herrn von Papen“, in: S. 31–34.
- Richard Sexau: „Papen in eigener Sache“, in: Neues Abendland, 7. Jg., 1952, S. 671–675.
- „Fellow Traveller“, in: Time Magazine vom 17. August 1953. (Replik Papens in einem Leserbrief in der Ausgabe vom 21. September 1953)

## Ausgaben
- Der Wahrheit eine Gasse. List, München 1952.